# György Anett
György Anett (Esztergom, 1996. október 7. –) magyar autóversenyző, ETCC pilóta.

## Pályafutás
2013-ban kezdte a versenyzői pályafutását a Lotus Ladies Cup-ban. Többször is dobogóra állhatott valamint szerzett egy pole-pozíciót is, a szezont az ötödik pozícióban zárta.
2015-ben a magyar Lotus Cup sorozatban indult, amit a tizedik pozícióban zárt és megnyerte a Ladies osztályt ebben az évben.
2017-ben csatlakozott a Zengő Motorsport csapatához és teljes szezont futott a Túraautó-Európa-bajnokságon Nagy Norbert valamint Szabó Zsolt csapattársaként egy Seat Leónnal,. A Nürburgring-Nordschleifén történelmet írt miután az első futamon első magyar női autóversenyzőként pontot szerzett. A szezont 6 pontot gyűjtve a 14. pozícióban zárta. 2017 júniusában György Anett is részt vett a TCR nemzetközi sorozat hungaroringi hétvégéjén.
György Anett 2018-ban is folytatja a munkát a Zengő Motorsporttal, a Magyar Országos bajnokság futamain, valamint a Közép Európai Kupában fog versenyezni, azzal a SEAT Leónnal, amivel 2017-ben is versenyzett.

## Eredményei

### Teljes ETCC-s eredménysorozata
| Év   | Csapat           | Autó          | 1        | 2        | 3       | 4       | 5       | 6        | 7        | 8        | 9       | 10      | 11       | 12      | Hely | Pont |
| ---- | ---------------- | ------------- | -------- | -------- | ------- | ------- | ------- | -------- | -------- | -------- | ------- | ------- | -------- | ------- | ---- | ---- |
| 2017 | Zengő Motorsport | SEAT León TCR | ITA 1 Ni | ITA 2 Ni | HUN 1 9 | HUN 2 9 | GER 1 7 | GER 2 Ki | POR 1 10 | POR 2 10 | BEL 1 7 | BEL 2 7 | CZE 1 Ki | CZE 2 9 | 14.  | 6    |

### Teljes TCR nemzetközi sorozat eredménysorozata
| Év   | Csapat           | Autó          | 1     | 2     | 3     | 4     | 5     | 6     | 7     | 8     | 9     | 10    | 11       | 12       | 13    | 14    | 15    | 16    | 17    | 18    | 19    | 20    | Hely | Pont |
| ---- | ---------------- | ------------- | ----- | ----- | ----- | ----- | ----- | ----- | ----- | ----- | ----- | ----- | -------- | -------- | ----- | ----- | ----- | ----- | ----- | ----- | ----- | ----- | ---- | ---- |
| 2017 | Zengő Motorsport | SEAT León TCR | GEO 1 | GEO 2 | BHR 1 | BHR 2 | BEL 1 | BEL 2 | ITA 1 | ITA 2 | AUT 1 | AUT 2 | HUN 1 18 | HUN 2 17 | GER 1 | GER 2 | THA 1 | THA 2 | CHN 1 | CHN 2 | DUB 1 | DUB 2 | Hn   | 0    |